# Werner Sewing
Werner Sewing (* 2. Januar 1951 in Bielefeld; † 27. Juli 2011 in Berlin) war ein deutscher Architekturtheoretiker.

## Leben
Werner Sewing studierte Soziologie, Geschichte und Politikwissenschaften an der Universität Bielefeld und der FU Berlin. An der TU Berlin wurde er mit der Arbeit Politik der Architektur: eine handlungstheoretische Grundlegung der Architektursoziologie; mit einer Fallstudie zur „Berlinischen Architektur“ promoviert. 
Von 1992 bis 1995 lehrte er Stadtsoziologie und Architektursoziologie an der Bauhaus-Universität Weimar. Von 1995 bis 2001 lehrte er Architektursoziologie an der TU Berlin. Er hatte Gastprofessuren für Architekturgeschichte an der University of California, Berkeley (2000) und Gastkritiken an der Architectural Association London (2001) und am Bauhauskolleg Dessau (2001/02) inne. Von 2002 bis 2005 war Sewing Gastprofessor für Architektursoziologie und Architekturtheorie an der Universität der Künste Berlin. Nach einer Lehrstuhlvertretung für Geschichte und Theorie der Architektur und Stadt 2004 an der TU Braunschweig übernahm er die Alcatel/SEL-Gastprofessur am Internationalen Zentrum für Kultur- und Technikforschung (IZKT) der Universität Stuttgart. Im Berlin Studio der University of Kentucky war er 2002 und 2004 Gastdozent, seit 2003 zudem Dozent für Stadtsoziologie im postgradualen Studiengang Real Estate Management (REM) der TU Berlin. 2008 übernahm er die Professur für Architekturtheorie an der Fakultät Architektur des KIT Karlsruher Instituts für Technologie und war seit 2010 geschäftsführender Direktor des Instituts Entwerfen, Kunst und Theorie. 
Sewing engagierte sich im BDA Berlin und war Mitglied in der Deutschen Akademie für Städtebau und Landesplanung, Vorstandsvorsitzender des Fördervereins Bundesstiftung Baukultur, von 2003 bis 2007 Präsidiumsmitglied im Konvent der Baukultur. Seit 2011 war er Mitglied im Stiftungsbeirat der Schelling Architekturstiftung Karlsruhe.

## Auszeichnungen
2006 wurde er mit dem Erich-Schelling-Architekturpreis ausgezeichnet. 

## Schriften (Auswahl)
- Politik der Architektur. Eine handlungstheoretische Grundlegung der Architektursoziologie. Mit einer Fallstudie zur "Berlinischen Architektur", Mikrofiche-Ausgabe der Dissertation, Technische Universität Berlin 1997.
- Bildregie. Architektur zwischen Retrodesign und Eventkultur, Bauwelt Fundamente (Band 126), Birkhäuser Verlag, Basel, Boston, Berlin 2003. ISBN 978-3-7643-6904-0.
- Architecture: Sculpture, Prestel Verlag, München 2004. ISBN 978-3-7913-3037-2.
- (Hg., mit Florian Dreher): Authentizität, Wasmuth Verlag, Tübingen 2013. ISBN 978-3-8030-0771-1.
- No more learning from Las Vegas. Stadt, Wohnen oder Themenpark?, hg. von Florian Dreher und Christine Hannemann, Spector Books, Leipzig 2016. ISBN 978-3-95905-003-6.